# Staatspokal von Piauí
Der Staatspokal von Piauí (offiziell: Copa Estado do Piauí) war der Fußballverbandspokal des Bundesstaates Piauí in Brasilien. Er wurde von 2006 mit Unterbrechungen bis 2017 vom Landesverband der Federação de Futebol do Piauí (FFP) ausgerichtet.
Im ersten Wettbewerbsjahr 2006 war der Zweck des Turniers, zwei Vertreter des Verbandes in der Série C zu bestimmen. 2007, 2008, 2012 und 2013 belegte der Gewinner des Pokals einen von zwei Startplätzen im Copa do Brasil für das Folgejahr. 2009 qualifizierte sich der Sieger für die brasilianische Série D.

## Pokalhistorie
| Saison | Pokalsieger   | Ergebnis   | Finalist    | Teilnehmer |
| ------ | ------------- | ---------- | ----------- | ---------- |
| 2017   | 4 de Julho EC | 4:0 0:4    | Ríver AC    | 5          |
| 2015   | Parnahyba SC  | Ligaformat | EC Flamengo | 4          |
| 2013   | EC Flamengo   | Ligaformat | Piauí EC    | 4          |
| 2012   | EC Flamengo   | 2:3 3:0    | Ríver AC    | 6          |
| 2009   | EC Flamengo   | 2:1        | SE Picos    | 6          |
| 2008   | EC Flamengo   | 1:0 2:2    | SE Picos    | 2          |
| 2007 * | Barras FC     | 2:1 1:1    | Piauí EC    | 2          |
| 2006   | Ríver AC      | 0:0 2:1    | EC Flamengo | 12         |

### Statistik
| Klub                            | Sieger                     | Zweiter        |
| ------------------------------- | -------------------------- | -------------- |
| EC Flamengo                     | 4 (2008, 2009, 2012, 2013) | 2 (2006, 2015) |
| Ríver AC                        | 1 (2006)                   | 2 (2012, 2017) |
| 4 de Julho EC                   | 1 (2017)                   |                |
| AD Ferroviária Vale do Rio Doce | 1 (2008, 2012)             |                |
| Barras FC                       | 1 (2007)                   |                |
| Parnahyba SC                    | 1 (2015)                   |                |
| Piauí EC                        |                            | 2 (2007, 2013) |
| SE Picos                        |                            | 2 (2008, 2009) |